# نظام زراعي

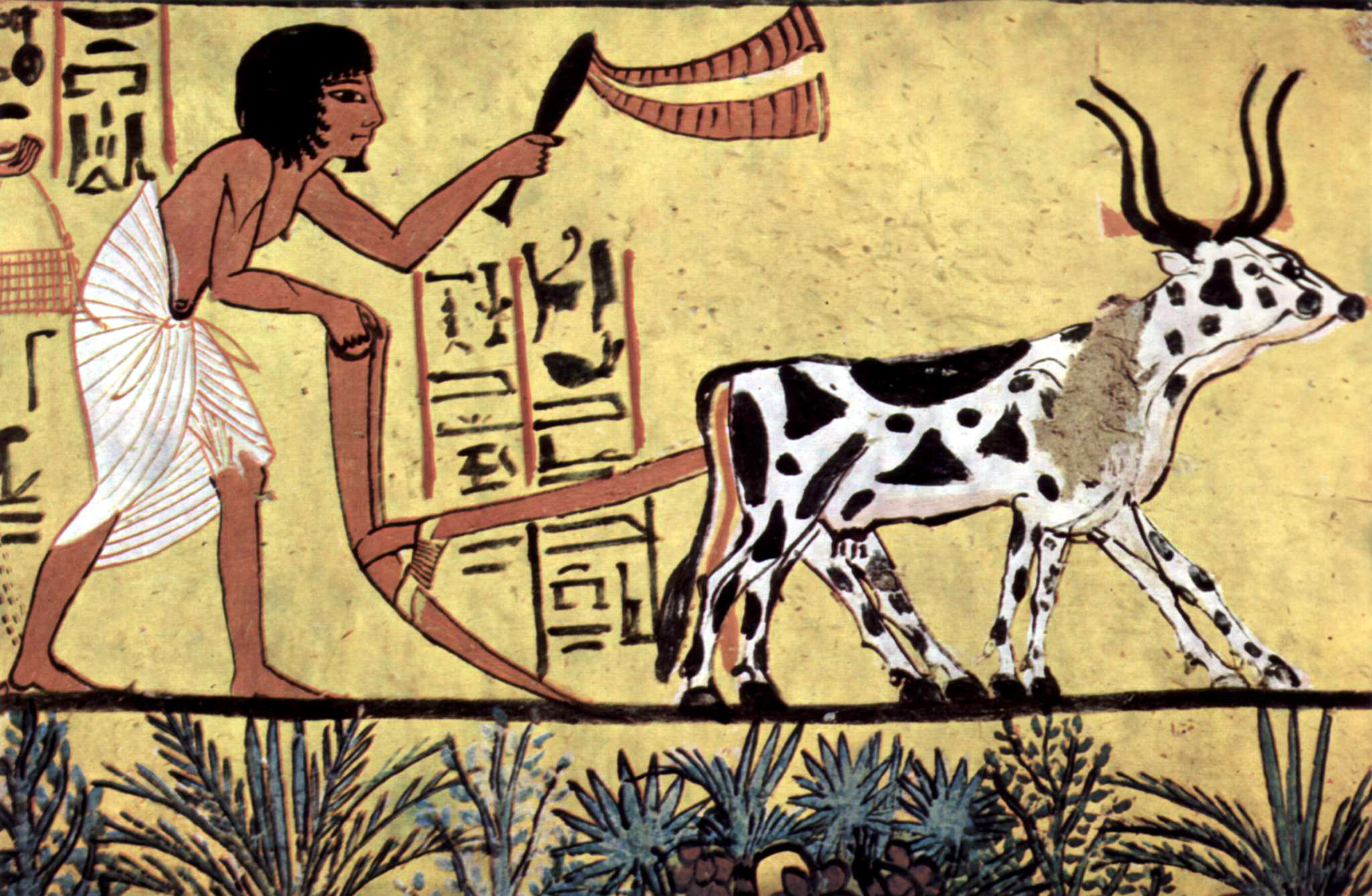

النظام الزراعي هو مفهوم يستخدم في وصف مجموعة دينامكية من العوامل الاقتصادية والتكنولوجية التي تؤثر على الممارسات الزراعية. ويقوم هذا النظام على فكرة أن الأنظمة المختلفة قد تطورت معتمدةً على الظروف الطبيعية والاجتماعية المحددة لمنطقة معينة. كذلك، تؤثر العوامل السياسية على النظام الزراعي بسبب بعض القضايا مثل ملكية الأراضي وتنظيم العمل وأشكال الزراعة.
وحيث إن قضية الأمن الغذائي أصبحت أكثر أهمية، وبخاصة في ظل النمو السكاني الهائل الذي ظهر خلال القرن العشرين، فقد كانت كفاءة الأنظمة الزراعية محل مراجعة أكبر.

## الأنواع
قد يكون الأساس الذي اعتمد عليه النظام الزراعي السائد ناتجًا عن واحدة من الأنواع الرئيسية، ومن بينها البنية الاجتماعية الزراعية، على سبيل المثال، أو الانقسامات القبلية أو العرقية أو الفصائل الإقطاعية أو الأنظمة القائمة على مبدأ العشيرة. وتمثل أساليب الزراعة مثل الرعي المتنقل للماشية إطارًا مشتركًا قد يؤدي إلى تطور النظام الزراعي. إلى جانب ذلك، ترتكز أنواع الأنظمة المهمة الأخرى على الأيديولوجية السياسية المسيطرة مثل الشيوعية أو الشيوعية الزراعية.

## أمثلة إقليمية
كان النظام الزراعي العثماني يرتكز على مبدأ الطابو الذي تضمن تأجير الأراضي الصالحة للزراعة المملوكة للدولة لعائلة من عائلات الفلاحين بصورة دائمة. وفي هاييتي، كان هناك نظام اجتماعي قائم على فرق العمل الجماعية، يُدعى كونبيت؛ حيث كانت الأسر النواة هي من تقوم بإدارة المزارع بشكل جماعي وتعاوني. ثم استبدل هذا النظام بمجموعة صغيرة، تُدعى إسكوود، حيث كانت تعمل هذه المجموعة في المزارع على أساس معاونة الغير وتلقي المساعدة منه أو تتولى عملًا جماعيًا تقوم به لصالح فلاحين آخرين في مقابل الحصول على المال.